# مينه فورسيث
مينه فورسيث هي فنانة كندية، ولدت في 20 سبتمبر 1921 في إستيفن في كندا، وتوفيت في 1987.